# Thierry Jonquet
Thierry Jonquet (ur. 19 stycznia 1954 w Paryżu, zm. 9 sierpnia 2009 w Paryżu) – francuski prozaik specjalizujący się w powieściach o tematyce kryminalnej, niekiedy z elementami politycznymi.
Powieść Tarantula (Mygale), najbardziej znany utwór pisarza, była inspiracją filmu Skóra, w której żyję Pedro Almodóvara.

## Twórczość wybrana
- Ils sont votre épouvante et vous êtes leur crainte (2006)
- Mon vieux (2005)
- Comedia (2005)
- Tarantula (Mygale) (1984)
- Jours tranquilles à Belleville (2003)
- Le manoir des immortelles (2003)
- Ad vitam aeternam (2002)
- Le bal des débris (2000)
- Rouge c'est la vie (1998)